# Scillaelepas fosteri
Scillaelepas fosteri är en kräftdjursart som beskrevs av Newman 1980. Scillaelepas fosteri ingår i släktet Scillaelepas och familjen Calanticidae. Inga underarter finns listade i Catalogue of Life.